# 弧弾力性

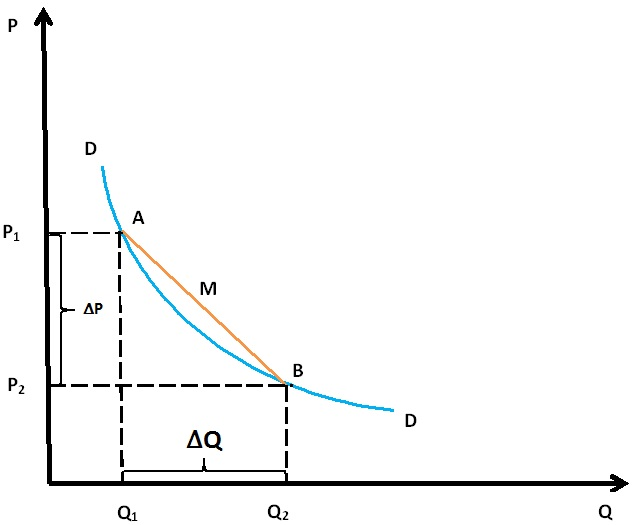
需要の弧弾力性を示す図

弧弾力性（こだんりょくせい、英: Arc elasticity）とは、2つの与えられた点の間における、ある変数の別の変数に対する弾力性である。これは、2つの点の間での一方の変数の変化率（パーセンテージ変化）を、もう一方の変数の変化率で割った比率である。これは、2点間の距離がゼロに近づく極限として定義され、単一点で定義される点弾力性（point elasticity）とは対照的である。

## 式
x の y に関する弧弾力性は次のように定義される。
{\displaystyle E_{x,y}={\frac {\%{\mbox{ change in }}x}{\%{\mbox{ change in }}y}}}
ここで、点1から点2への変化率（パーセンテージ変化）は、通常は中点に基づいて計算される。
{\displaystyle \%{\mbox{ change in }}x={\frac {x_{2}-x_{1}}{(x_{2}+x_{1})/2}};}
{\displaystyle \%{\mbox{ change in }}y={\frac {y_{2}-y_{1}}{(y_{2}+y_{1})/2}};}
この中点を基準とする弧弾力性の式（多くの他の文脈で使われる初期値 (x1, y1) ではなく、中点を変化の基準とする方法）は、x が需要量または供給量、y がその価格を表す場合に次の理由からR. G. D. アレンによって推奨された。(1) 価格と数量の2つの値に対して対称である、(2) 測定単位に依存しない、(3) 2点での総収入（価格×数量）が等しい場合、値が1となる。
弧弾力性は、2つの変数の関係式が一般的な関数形としては知られていないが、その関係上の2点が既知の場合に用いられる。これに対し、点弾力性の計算には関数形の詳細な知識が必要であり、関数が定義される任意の点で計算できる。
比較のために、x の y に関する点弾力性は次式で与えられる。
{\displaystyle E_{x,y}={\frac {\partial x}{\partial y}}\cdot {\frac {y}{x}}={\frac {\partial \ln x}{\partial \ln y}}}

## 経済学における応用
価格 P に関する需要量（または供給量）Q の弧弾力性、すなわち価格の弧需要弾力性（または弧供給弾力性）は、次のように計算される。
{\displaystyle (\%{\mbox{ change in }}Q)/(\%{\mbox{ change in }}P)}

### 例
需要曲線上の2点 {\displaystyle (Q_{1},P_{1})} と {\displaystyle (Q_{2},P_{2})} が既知であるとする（それ以外の情報は知られていない場合でもよい）。このとき、弧弾力性は次の式で求められる。  
{\displaystyle E_{p}={\frac {\frac {Q_{2}-Q_{1}}{(Q_{1}+Q_{2})/2}}{\frac {P_{2}-P_{1}}{(P_{1}+P_{2})/2}}}}
例えば、フットボールの試合のハーフタイムにおけるホットドッグの需要量を、異なる価格設定の2試合で測定したとする。一方では需要量が80個、もう一方では120個だったとすると、中点基準での変化率は (120-80)/((120+80)/2) = 40% となる。この測定の順序を逆にしても、変化率の絶対値は同じである。
一方、初期値基準で変化率を計算すると、(120-80)/80 = 50% となり、逆順の場合は (80-120)/120 = -33.3% となる。中点法の利点は、AからBへのパーセンテージ変化とBからAへのパーセンテージ変化が絶対値で同じになることである。
さらに、この80から120への需要変化をもたらしたホットドッグの価格変化が3ドルから1ドルだったとする。中点基準での価格変化率は (1-3)/2 = -100% となるため、需要の価格弾力性は 40% / (-100%) = -0.4 となる。通常、価格弾力性は絶対値で表され、通常の（右下がりの）需要曲線では弾力性が常に負であるため、マイナス記号は省略される。この場合、フットボール観客の価格の弧需要弾力性は 0.4 である。